# 機場駅 (温州市)
機場駅（きじょう-えき）は中華人民共和国浙江省温州市龍湾区に位置する温州軌道交通S1線およびS2線の駅。温州龍湾国際空港のターミナルに直結している。

## 駅周辺
- 温州龍湾国際空港